# Stanley Morison
Stanley Morison (6. května 1889 Wanstead, hrabství Essex – 11. října 1967 Londýn) byl známý britský typograf, typografický teoretik, písmař a novinář.

## Život
Stanley Morison pracoval jako typografický poradce londýnských The Times (1929–1944/60), kde navrhl nový (dodnes používaný) formát listu a použití nového písma. Ke změně designu se Timesy odhodlaly po Morisonově kritickém vystoupení ke špatné čitelnosti a typografickému zpátečnictví listu. Novou tvář vytvořil pod Morisonovým vedením grafik reklamního oddělení Victor Lardent. Morison použil jako základ staré písmo Plantin, které však značně upravil co do čitelnosti a úspory místa.
Jeho Times Roman je označován za nejúspěšnější nové písmo první poloviny dvacátého století. Roku 1933 bylo písmo uvolněno k obecnému použití. V dnešní době je používáno nejen jako písmo novinové, ale (především díky implementaci v operačním systému Microsoft Windows) jako univerzální ve všech oblastech.
V letech 1923–1967 působil též jako typografický konzultant v Monotype Corporation a je spjat s rozvojem jejich fondu písem v období od dvacátých let do let poválečných.
Stanley Morrison publikoval mnoho děl o písmu a tisku. Z jeho teoretických prací čerpá typografie ještě dnes.